# هوبير نويل
هوبير نويل (بالفرنسية: Hubert Noël)‏
```
(و. 
1924
 – 
1987
 
م
) هو 
ممثل
، وممثل دُبلاج، من 
فرنسا
، ولد في 
لو هافر
، توفي في 
باريس
، عن عمر يناهز 63 عاماً.
[
3
]
```

## التعليم
تعلم في مدرسة رينيه سيمون للفنون الدرامية ‏.

## وصلات خارجية
- هوبير نويل على موقع IMDb (الإنجليزية)
- هوبير نويل على موقع ألو سيني (الفرنسية)
- هوبير نويل على موقع أول موفي (الإنجليزية)
- هوبير نويل على موقع قاعدة بيانات الأفلام السويدية (السويدية)
- هوبير نويل على موقع قاعدة بيانات الفيلم (الإنجليزية)
- هوبير نويل على موقع كينوبويسك (الروسية)